# Meskete.hu
A Meskete.hu az első magyar közösségi gyerekmeseportál, ahol hazai profi és amatőr meseírók, meseszerzők osztják meg saját szerzeményeiket, meséiket, verseiket, mondókáikat.
A portál 2022-ben indult és 2024 júliusára több, mint 6.000 olvasható mesét és 1.500 hangosmesét tartalmazó gyűjteménnyé vált, amely folyamatosan bővül. Az oldalon 1.000 magyar szerző publikálja a műveit különféle mesekategóriákban. A Meskete.hu portál célja egyrészt a mesék és a mesélés népszerűsítése, másrészt, hogy lehetőséget teremtsen a haza meseíróknak a megjelenésre, meséik publikálására. A portálon ma már nem csak mesék, hanem versek, népmesék és gyönyörű illusztrációk is megtalálhatóak.

## A Meskete.hu tulajdonosai
A Meskete.hu alapítója egy magyar apuka, Gutási Gábor, aki szülőként és meseíróként is fontosnak tartja a mesevilág megismertetését a gyerekkel. A meseírás mindig is az élete része volt, már gyerekként is publikálta a meséit, verseit. Felnőttként indított egy apukás blogot, melyre a saját, fejből kitalált meséit töltötte fel, melynek kisfia voltak az ihletői. Ezt követően regényírással is próbálkozott, de kislánya megszületésével visszatért a mesék világába, így születhetett meg gyermekkori emlékeiből Gabi és Csabi kalandjai: A nyaralás című mesekönyve. A hazai meseírói tapasztalatának köszönhetően született meg a Meskete.hu ötlete. A magyar írók szűkös lehetőségeit szerette volna bővíteni, egyúttal a szülőknek is lehetőséget akart teremteni arra, hogy minél több mese állhasson a rendelkezésükre.
Gutási Gábor 2023-ban Dugonics András irodalmi díjat szerzet mese, meseregény kategóriában (2. helyezést ért el) és még ez évben kiérdemelte a Szakmai Elit; Év Kiváló Szakembere 2023 díjat is.

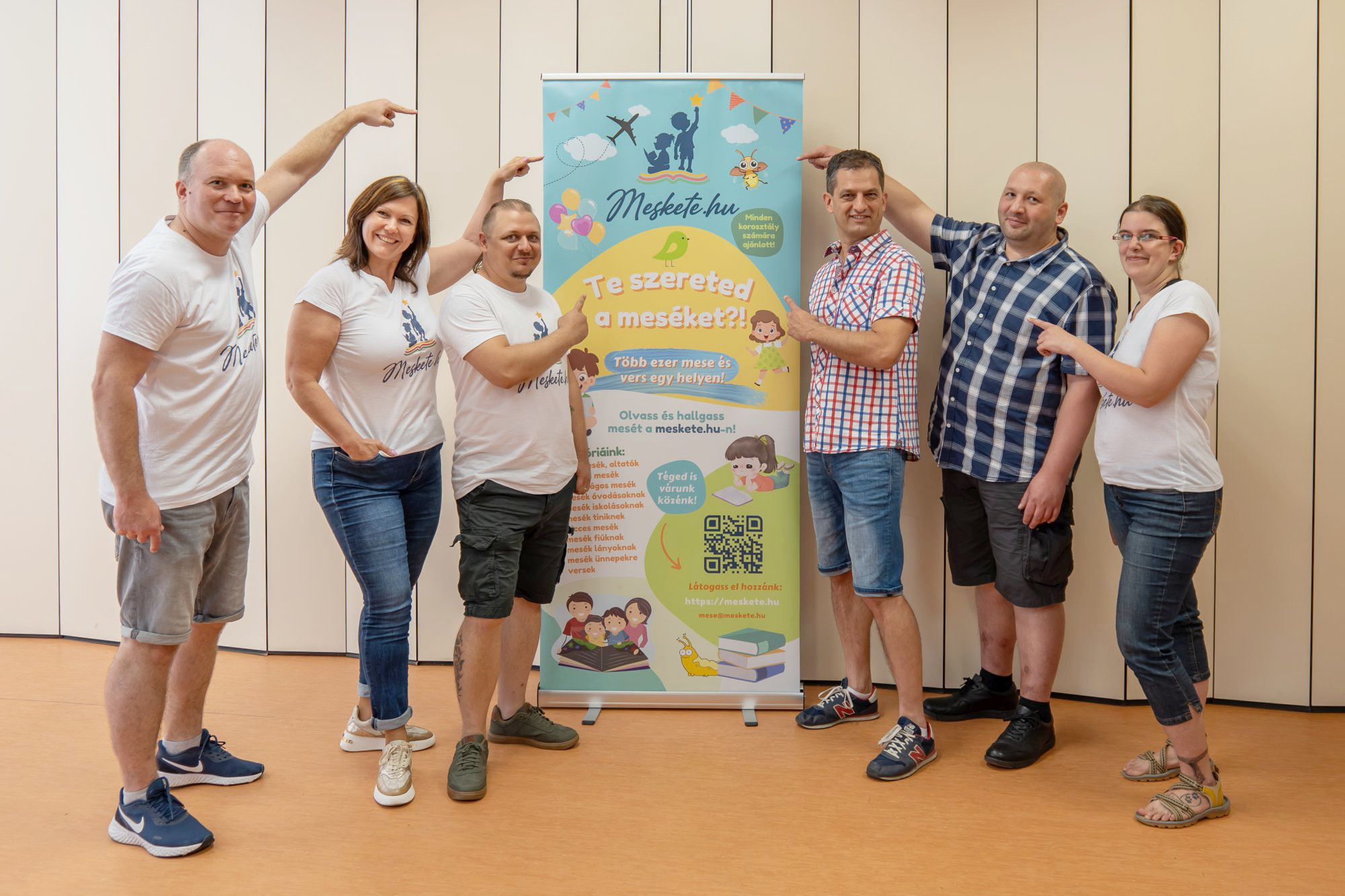
Meskete csapat fotó (balról jobbra: Bokó István, Dintsér Andrea, Gutási Gábor, Fülöp Szilárd, Simon Benjámin, Kőszegi A. Anita)

A portált a Meskete.hu Kft. üzemelteti, amelyben Gutási Gábor mellett, társtulajdonos Bokó István is.
2023 novemberében a Kft átalakul és az immáron Meskete.hu Zrt. tulajdonosi köre is bővül. Az új tulajdonosok: Gutási Gábor, Bokó István, Fülöp Szilárd és Simon Benjámin.
A csapat szoros együttműködésben dolgozik a 2018-ban alapított Meskete Gyermek Alapítvánnyal, amelynek kurátora; Kőszegi-Arbeiter Anita maga is 8 mesekönyvet adott ki és rendezvényszervezőként is segíti a csapatunkat. Pálfi Kriszta az Apacuka gyerekzenekar énekese és dalszövegírója; óriási rajongótáborral hiteles védnöke és „mese nagykövete” a projektnek. Csapattagként viselik szívükön a Meskete projektet. Dintsér Andrea, 25 éves vezetői tapasztalattal rendelkezik a hazai startup szektorban és egy elismert integrált marketing- és kommunikációs ügynökség alapítója, valamint a Magyar Vállalatvezetők Üzleti Közösség Női Vezető Klubjának vezetője. Horváth Dániel, üzletfejlesztési szakértő, 15 éves vállalkozásvezetési múlttal, az online kereskedelemben szerzett széleskörű tapasztalatával segíti csapatunkat az üzletimodell-tervezésben és a termékvalidációban.

## A Meskete.hu az olvasóknak
A Meskete.hu mesegyűjtő portál szülők, nagyszülők, pedagógusok és gyermekek számára készült, hogy minél több mese álljon a rendelkezésükre. A portál célja a mesék népszerűsítése és az olvasóvá nevelésre törekvés segítése. Az olvasók a meséket különböző kategóriák szerint szűrhetik. 2024 júliusában már több, mint 16.500 regisztrált taggal büszkélkedhetett az oldal, mindezt úgy, hogy minimális összeget költöttek marketingre.
A feltöltött mesék nemcsak online olvashatóak, PDF formátumban le is tölthetőek. A Meskete.hu oldalon hangosmese-gyűjtemény is található, mely közel 1.600 mesét tartalmaz.

## A Meskete.hu a meseszerzőknek
Magyarországon több ezer profi és amatőr meseíró tevékenykedik, a Meskete.hu pedig számukra kínál megjelenési lehetőséget. Az oldalon minden szerző saját profillal rendelkezik, ahova nemcsak a meséik kerülhetnek fel, de bemutatkozó oldalként is használható, elérhetőséggel, és a megjelent művek listájával.
A Meskete.hu 2023-ban egy pályázatot is indított az oldalon publikáló meseírók számára. A portálra feltöltött mesékkel lehetett pályázni, melyek közül egy előzsűri választja ki a 100 legjobb mesét, majd egy szakmai zsűri választja ki azokat a meséket, melyek a Meskete.hu első mesekötetébe kerülhetnek bele.
A 2023-as szakmai zsűri tagjai
- Hermann Marika: mesekönyvíró
- Pálfi Krisztina: énekes, dalszövegíró (Apacuka zenekar[2])
- Czimer Györgyi[3]: meseterapeuta szakember

Az oldal nemrég illusztrátorok megjelenési lehetőségével is bővült, ők a szerzőkhöz hasonlóan saját profilt készíthetnek maguknak, és a nekik tetsző mesékhez tölthetik fel műveiket.
2024-ben a Varázslatos Mesketék II: CsodaPatak című mesekönyv pályázata is elérhetővé vált a szerzők számára, ebben az évben azonban már 5 közismert és elismert hölgy tölti be a szakmai zsűri szerepét:
A 2024-es szakmai zsűri tagjai:
- Földes Eszter - színésznő,
- Pálfi Kriszta - dalszövegíró, énekes,
- Suhai Niki - FullAnyuuuu,
- Czirják Erika - meseíró, meseterapeuta és
- Hétvári Andrea - költő, meseíró.

## Varázslatos Mesketék mesekönyv

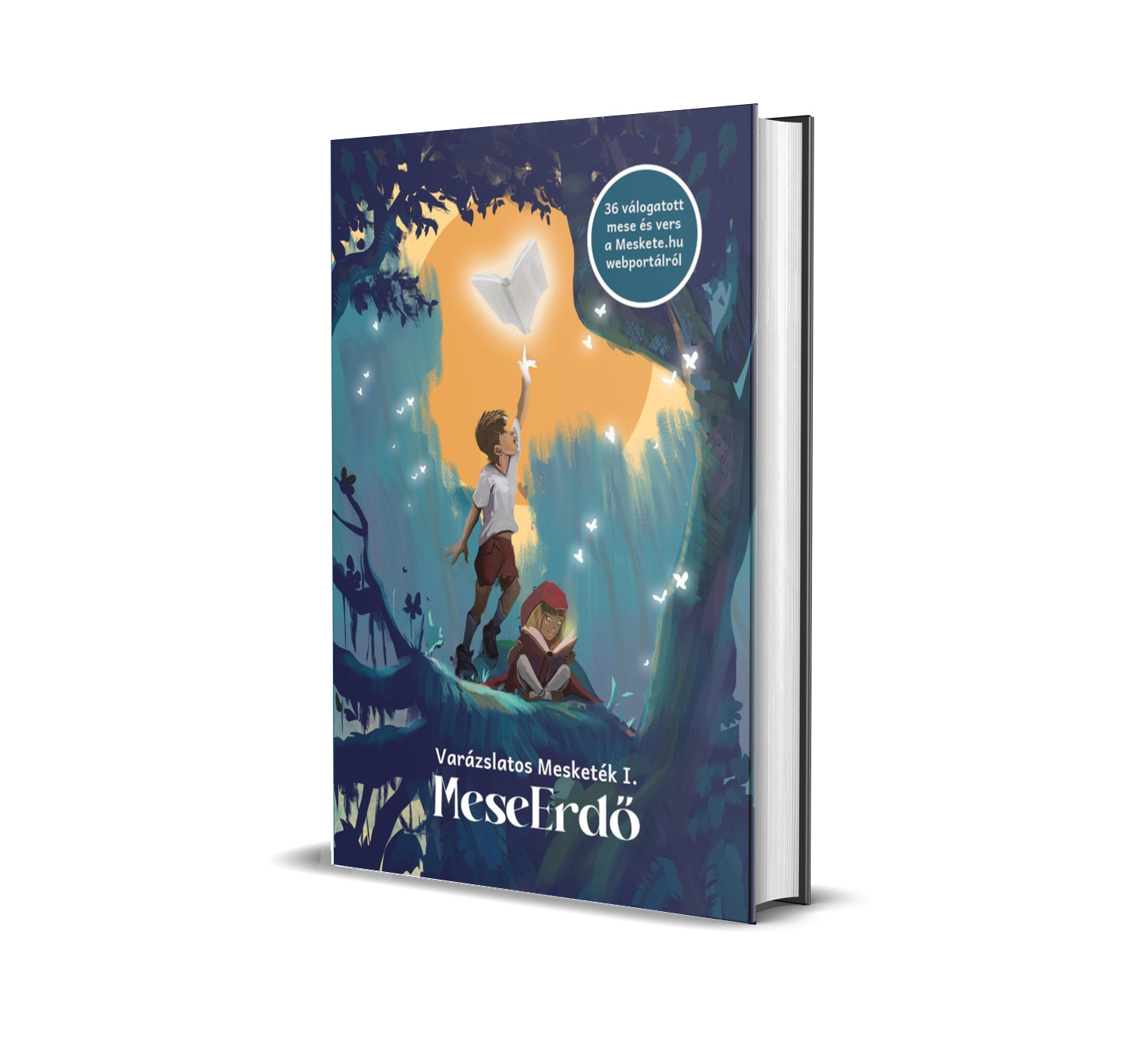
Varázslatos Mesketék 1. MeseErdő

Az első magyar, közösség alapú mesekönyv is a Meskete.hu nevéhez fűződik. 2023 év végén jelenik meg; Varázslatos Mesketék 1. MeseErdő címmel az a mesekönyv amely 36 "mesketés" szerző meséit és verseit tartalmazza. A mesékhez az illusztrációkat szintén a Meskete.hu közösséghez tartozó profi illusztrátorok készítették, de a könyv végén 40 gyerekrajz is helyet kapott a kiadásban. A mesekönyv a https://webshop.meskete.hu portálon vásárolható meg már kiadás előtt is. A mesekönyv a Smaragd Kiadó gondozásában jelenik meg.
A második kötet; a Varázslatos Mesketék II: CsodaPatak, már a Meskete könyvkiadó gondozásában jelenik meg hasonló minőségben és terjedelemben, mint az első könyv.